# Nemzetközi Karitász

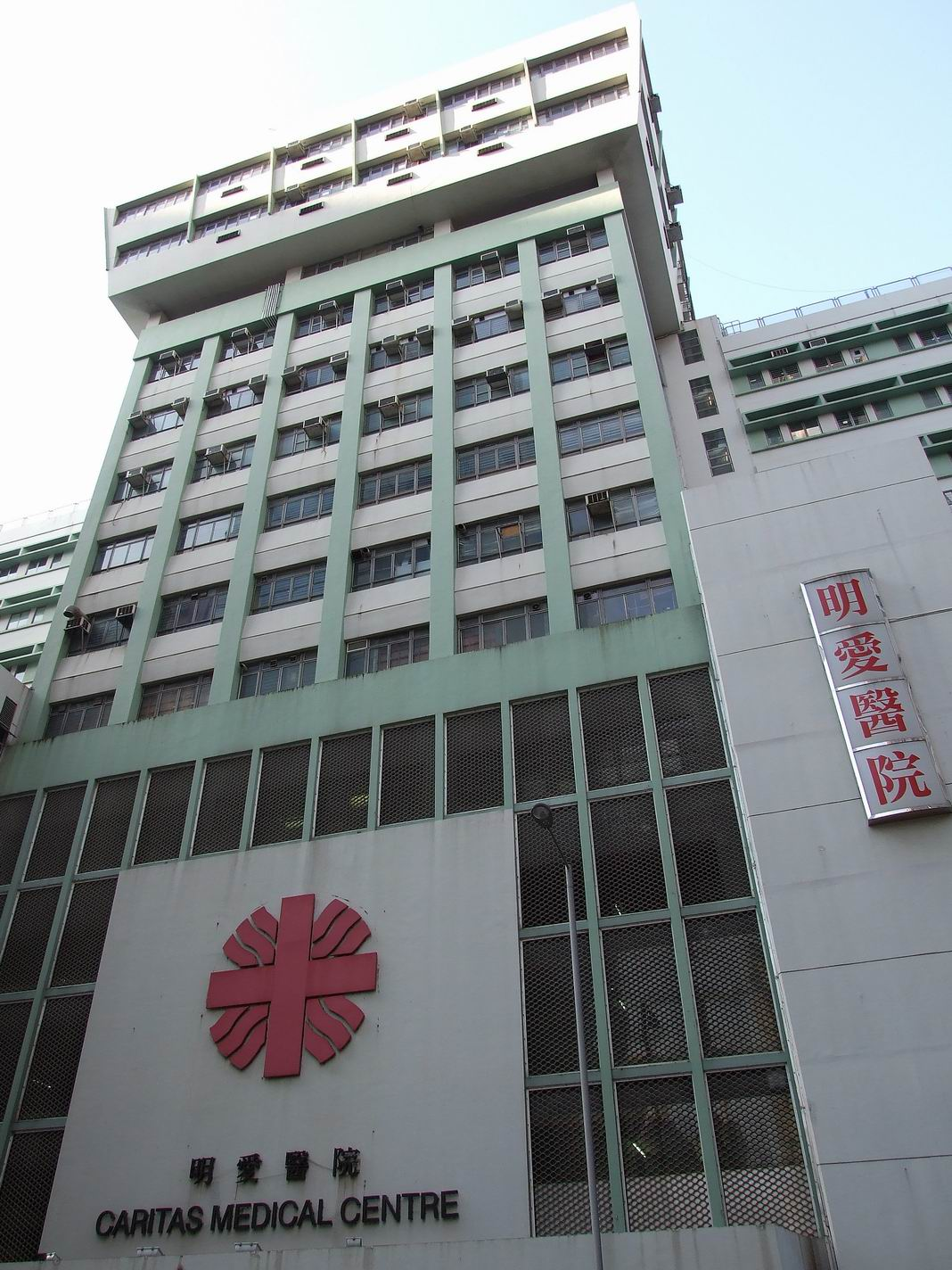
Karitász-kórház Hongkongban

A Nemzetközi Karitász (latinul: Caritas Internationalis, angolul: International Confederation of Catholic Organizations for Charitable and Social Action) a rászorultak segítését végző, a szociális igazságosságot képviselő katolikus világszervezet.

## Története
Az első nemzeti karitász szervezet a németországi Freiburgban alakult meg 1897-ben Mihalovics Zsigmond irányításával. Az 1924-ben alapított Caritas Catolica átalakításával és kibővítésével hozták létre a Nemzetközi Karitászt, 1950-ben Rómában. 1951 decemberében hagyta jóvá a Szentszék az alapszabályt. Az alakuló közgyűlésre 13 ország karitász szervezetei jöttek el:  Ausztria, Belgium, Kanada, Dánia, Franciaország, Németország, Hollandia, Olaszország, Luxemburg, Portugália, Spanyolország, Svájc és az Amerikai Egyesült Államok.

## Tevékenységei
Feladata a katolikus jótékonysági és szociális szervezetek tevékenységének összehangolása, az egyes nemzeti Caritas-szervezetek támogatása információval, tanulmányokkal, szükség esetén segélyekkel. Képviseli a nemzeti Caritas-szervezeteket nemzetközi téren. Együttműködik más hasonló nemzetközi segélyszervezetekkel, különösen a természeti csapások miatti mentési tevékenységekben. Székhelye a Vatikán Állam. Tagja a Nemzetközi Katolikus Szervezetek Konferenciájának (CICO).
162 katolikus fejlesztési segélyezéssel foglalkozó és szociális szolgáltatást nyújtó szervezetet fog össze a világ hét régiójában. Európában 48 karitász szervezet működik együtt 44 országban a brüsszeli Caritas Europa keretében.